# Lysophosphatidylcholin
Lysophosphatidylcholin (LPC) ist ein Phospholipid.

## Struktur
Lysophosphatidylcholin besitzt ein Glycerin als Grundgerüst. Dieses ist am ersten Kohlenstoffatom über eine Phosphat-Gruppe mit dem Alkohol Cholin verbunden. Die Phosphat-Gruppe bildet dabei eine Phosphordiesterbindung. Am zweiten Kohlenstoffatom liegt, im Gegensatz zu den meisten anderen Phospholipiden in Biomembranen, keine Veresterung mit einer Fettsäure vor, sodass dieses Kohlenstoffatom nur eine Hydroxygruppe aufweist. Das dritte Kohlenstoffatom des Glycerin-Restes ist mit einer Fettsäure verestert.

## Biologische Bedeutung
Lysophosphatidylcholin entsteht beim Verdauen von Lecithin durch die Phospholipase A₂, die wichtiger Bestandteil des Giftes von Schlangen, Wespen und Bienen ist. Dabei wirkt LPC als starkes Detergens und destabilisiert so die Membranen vieler Zellen.